# Arteria supratroclear

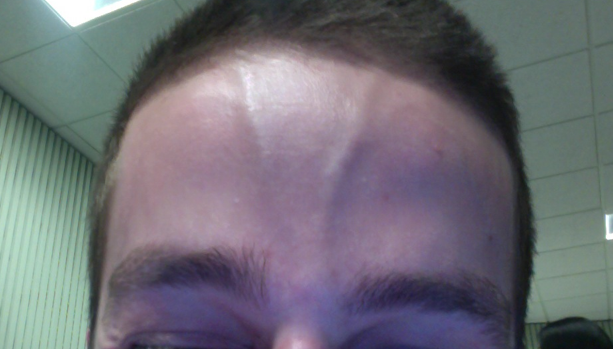
Arteria supratroclear visible a través de la frente.

La arteria supratroclear es una arteria que se origina como una de las ramas terminales de la arteria oftálmica. Se desprende en la zona donde la oftálmica discurre posterior a la tróclea del músculo oblicuo superior del globo ocular.

## Trayecto
Abandona la órbita en su ángulo medial perforando el tabique orbitario junto con el nervio supratroclear, y, ascendiendo por la frente, irriga el integumento, músculos, y pericráneo, anastomosándose con la arteria supraorbitaria y con la arteria supratroclear del lado opuesto.

## Ramas
- Ramos subcutáneos.[1]
- Ramos musculares.[1]
- Ramos periósticos.[1]

## Distribución
Se distribuye hacia la parte anterior del cuero cabelludo.